# Клинок (деревня, Жирятинский район)
Не следует путать с одноимённым селом в том же административном районе.
Клино́к — деревня в Жирятинском районе Брянской области, в составе Жирятинского сельского поселения.
Расположена на реке Доброшовке, в 5 км к западу от села Жирятино.

## История
Возникла предположительно в XVIII веке; бывшее владение Яковлевых, Игнатьевых и др. Состояла в приходе села Бойтичи. С 1861 по 1924 год в Княвицкой волости Брянского (с 1921 — Бежицкого) уезда; в 1924—1929 в Жирятинской волости.
С 1929 в Жирятинском районе, а при его временном расформировании — в Жуковском (1932—1939), Брянском (1957—1985) районе. С 1920-х гг. до 1959 года — в Павловичском (Бойтичском) сельсовете.

## Население
| 2010 | 2013 |
| ---- | ---- |
| 6    | ↘5   |